# Talles Magno
Pour les articles homonymes, voir Talles.
Talles Magno Bacelar Martins, communément appelé Talles ou Talles Magno, est un footballeur brésilien né le 26 juin 2002 à Rio de Janeiro. Il joue au poste d'avant-centre au SC Corinthians, en prêt de New York City FC.

## Biographie

### En club
Avec l'équipe du Vasco des moins de 20 ans, il atteint les demi-finales de la Coupe du Brésil de la catégorie en 2019, en étant battu par l'équipe de Palmeiras. Il se met en évidence en inscrivant notamment un but en quart de finale et un autre en demi-finale.
Il joue son premier match en Serie A brésilienne le 2 juin 2019, lors d'un déplacement sur la pelouse de Botofago (défaite 1-0). Il inscrit son premier but dans ce championnat le 25 août de la même année, lors de la réception du São Paulo FC (victoire 2-0).
Le 8 mai 2020, il est inclus dans le top 50 — à la 23e position — des meilleurs jeunes au niveau mondial par le site spécialisé de Football Talent Scout après avoir été nommé par The Guardian dans une liste des 60 meilleurs jeunes talents en 2019.
Le 19 mai 2021, il quitte son Brésil natal et connait une première expérience à l'étranger en s'engageant au New York City FC, franchise évoluant en Major League Soccer. Il y remporte les premiers trophées de sa carrière en club avec la Coupe MLS en 2021 puis la Campeones Cup en 2022.
Le 20 septembre 2022, il est classé troisième au palmarès 2022 des 22 joueurs de moins de 22 ans en MLS. Ses performances sont aussi remarquées à l'international puisque le Centre International d'Étude du Sport le classe au cinquième rang dans sa catégorie des « ailiers gauches tout-terrain les plus prometteurs » dans son rapport mensuel de janvier 2023.

### En sélection
En octobre et novembre 2019, il est sélectionné pour la Coupe du monde des moins de 17 ans au Brésil. L'équipe du Brésil remporte la finale de la compétition, qu'elle n’a plus atteint depuis 2003.

## Palmarès
New York City FC
- Vainqueur de la Coupe de la Major League Soccer en 2021.
- Vainqueur de la Conférence Est de la MLS en 2021.
- Vainqueur de la Campeones Cup en 2022.

 Équipe du Brésil des moins de 17 ans
- Vainqueur de la Coupe du monde des moins de 17 ans en 2019.

## Statistiques
| Saison                | Club                  | Championnat           | Championnat | Championnat | Championnat | Coupe(s) nationale(s) | Coupe(s) nationale(s) | Coupe(s) nationale(s) | Supercoupe | Supercoupe | Supercoupe | Compétition(s) continentale(s) | Compétition(s) continentale(s) | Compétition(s) continentale(s) | Compétition(s) continentale(s) | Ligue régionale | Ligue régionale | Ligue régionale | Total | Total | Total |
| Saison                | Club                  | Division              | M.          | B.          | P.d.        | M.                    | B.                    | P.d.                  | M.         | B.         | P.d.       | Comp.                          | M.                             | B.                             | P.d.                           | M.              | B.              | P.d.            | M.    | B.    | P.d.  |
| 2019                  | CR Vasco da Gama      | Série A               | 15          | 2           | 0           | -                     | -                     | -                     | -          | -          | -          | -                              | -                              | -                              | -                              | -               | -               | -               | 15    | 2     | 0     |
| 2020                  | CR Vasco da Gama      | Série A               | 34          | 3           | 1           | 3                     | 0                     | 1                     | -          | -          | -          | CS                             | 5                              | 0                              | 1                              | 6               | 0               | 0               | 48    | 3     | 3     |
| 2021                  | CR Vasco da Gama      | Série A               | -           | -           | -           | 1                     | 0                     | 0                     | -          | -          | -          | -                              | -                              | -                              | -                              | 3               | 0               | 0               | 4     | 0     | 0     |
| Sous-total            | Sous-total            | Sous-total            | 49          | 5           | 1           | 4                     | 0                     | 1                     | -          | -          | -          | -                              | 5                              | 0                              | 1                              | 9               | 0               | 0               | 67    | 5     | 3     |
| 2021                  | New York City FC      | MLS                   | 18          | 3           | 0           | -                     | -                     | -                     | -          | -          | -          | -                              | -                              | -                              | -                              | -               | -               | -               | 18    | 3     | 0     |
| 2022                  | New York City FC      | MLS                   | 35          | 8           | 7           | 3                     | 0                     | 0                     | -          | -          | -          | LCC+CC                         | 6+1                            | 3+0                            | 0                              | -               | -               | -               | 45    | 11    | 7     |
| 2023                  | New York City FC      | MLS                   | 30          | 4           | 2           | 1                     | 0                     | 0                     | -          | -          | -          | LCup                           | 3                              | 0                              | 1                              | -               | -               | -               | 34    | 4     | 3     |
| 2024                  | New York City FC      | MLS                   | 3           | 1           | 0           | -                     | -                     | -                     | -          | -          | -          | LCup                           | 1                              | 0                              | 0                              | -               | -               | -               | 4     | 1     | 0     |
| Sous-total            | Sous-total            | Sous-total            | 86          | 16          | 9           | 4                     | 0                     | 0                     | -          | -          | -          | -                              | 11                             | 3                              | 1                              | -               | -               | -               | 101   | 19    | 10    |
| 2024                  | SC Corinthians (prêt) | Série A               | 14          | 2           | 1           | 2                     | 0                     | 1                     | -          | -          | -          | CS                             | 3                              | 1                              | 1                              | -               | -               | -               | 19    | 3     | 3     |
| Total sur la carrière | Total sur la carrière | Total sur la carrière | 149         | 23          | 11          | 10                    | 0                     | 2                     | -          | -          | -          | -                              | 19                             | 4                              | 3                              | 9               | 0               | 0               | 187   | 27    | 16    |